# Баґір-хан
Баґір-хан (азерб. Bağır xan, باقرخان, перс. باقرخان) — військовий та політичний діяч Перської революції 1905—1911, керівник революційних загонів федаїв у Тебризі, соратник народного героя Ірану Саттар-хана. Удостоєний звання «Салар-е-Меллі» («народний ватажок»).

## Життєпис
Баґір-хан народився у 1862 (за іншими даними — 1861) в родині муляра у Тебрізі, за національністю азербайджанець. До революції 1905—1911 років працював муляром.
У 1908 взяв участь в Тебрізькому повстанні під керівництвом Саттар-хана проти Могаммед Алі-шаха. За видатні заслуги в обороні регіону тебрізькі енджомени присвоїли Баґір-хану титул Салар-е-Меллі («народний ватажок»). Перемога повстання в Тебрізі зіграла свою роль в іранської революції та позбавлення влади шахіншаха. Баґір-хан брали участь в поході на Тегеран, в результаті якого було відновлено конституційне правління. Маджліс другого скликання (1909—1911) відзначив заслуги Баґір-хан і призначив йому довічну пенсію.
У 1915 році Баґір-хан підтримають Тимчасовий національний уряд Кума, який займав пронімецьку позицію. Перемогу Троїстого союзу Кумські націоналісти вважали запорукою звільнення країни від політичної та військової диктатури Росії і Англії. У складі військових формувань Кума Баґір-хан пройшов шлях від Керманшахе до турецького кордону, але на еміграцію не виїхав.
У жовтня 1916 року Баґір-хан загинув у сутичці з загоном курдів в районі Каср-Ширін.